# Croton abeggii
Espèce
Classification APG III (2009)
Croton abeggii est une espèce de plantes à fleurs du genre Croton et de la famille Euphorbiaceae originaire d'Haïti.